# Radio Free Europe (singolo)
Radio Free Europe è il singolo d'esordio della band statunitense R.E.M.. Il brano, uscito nel 1981, è stato di nuovo registrato e inserito nel primo album della band Murmur (1983). Il titolo della canzone è ispirato al nome dell'omonima emittente radio.